# France 3 Bretagne
France 3 Bretagne est une des treize antennes régionales du réseau France 3, émettant dans la région Bretagne, dont la direction est basée à Rennes en France. Émettant depuis cette ville, elle couvre la totalité de la région Bretagne. Sa grille des programmes est basée sur un « programme commun » produit à Paris et diffusé au niveau national par l'ensemble des stations régionales de France 3, auquel viennent s'ajouter des productions propres (journaux télévisés, bulletins météo, magazines, documentaires, émissions spéciales, retransmission de certains événements régionaux ou de compétitions sportives). En plus des émissions en français, l'antenne propose des programmes en langue bretonne.

## Histoire de l'antenne

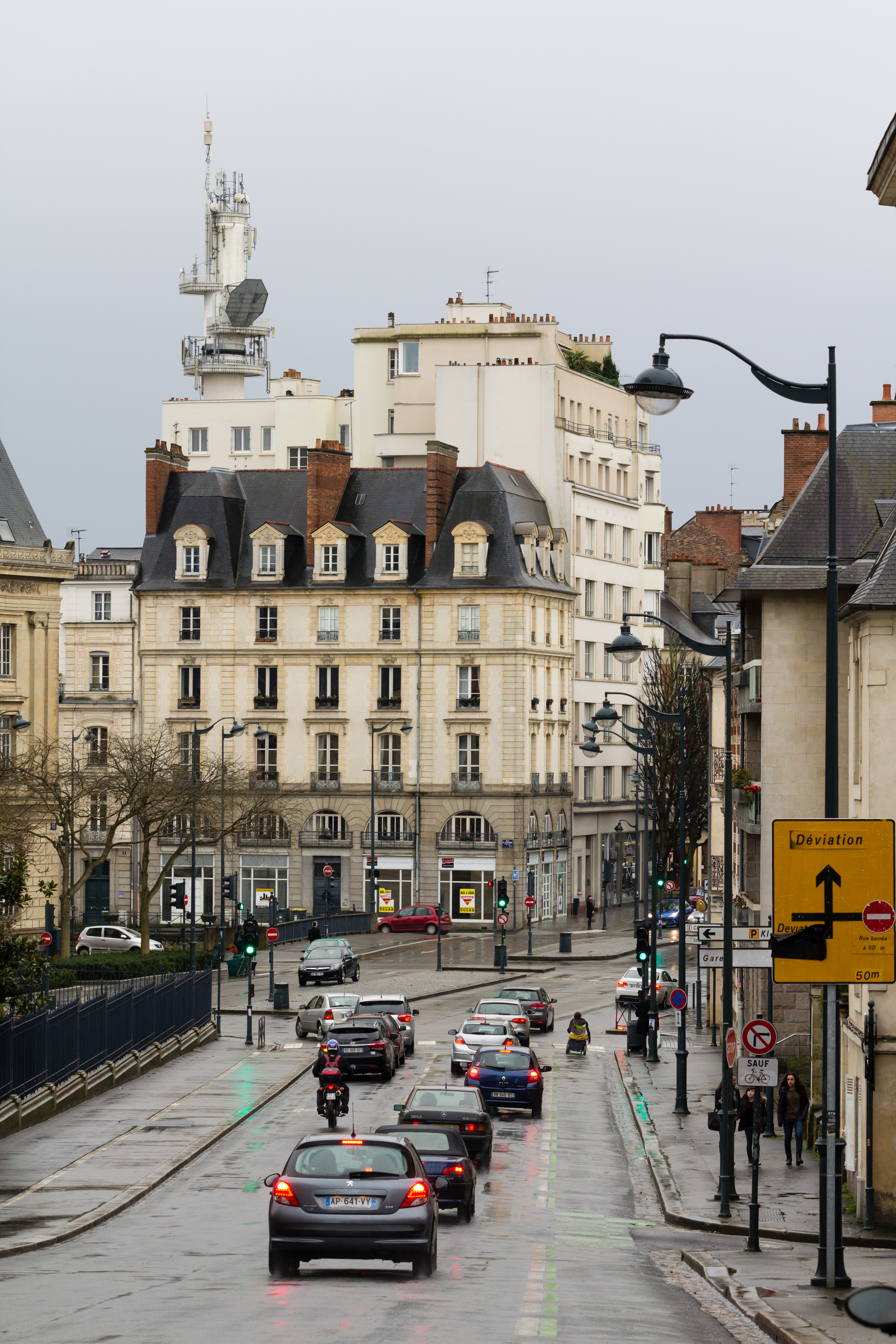
À l’arrière-plan, la tour de transmission de France 3 Bretagne, dominant le quartier.

Le 2 février 1964 est créé le centre d'actualités télévisées de la Radiodiffusion-télévision française (RTF) à Rennes. « Télé-Bretagne » est née et est diffusé sur la première chaîne, en 1970 la diffusion des journaux régionaux est faite simultanément sur les première et deuxième chaînes. Un second centre d'actualité est créé à Nantes : Télé Loire-Océan (pour la partie Ouest des Pays de la Loire) puis un troisième au Mans : Télé-Maine-Anjou-Touraine-Perche (pour la partie Est des Pays de la Loire, et au-delà puisque l'émetteur du Mans « déborde » sur la région Centre-Val de Loire). Ces deux stations diffusent chacune un journal télévisé en parallèle au journal breton. La station du Mans deviendra ensuite une édition locale recentrée sur l'actualité du seul département de la Sarthe pour la même aire de diffusion.
Les premières émissions en langue bretonne sont diffusées à partir de 1971.
À la suite de l'éclatement de l'O.R.T.F., Télé-Bretagne devient FR3 Bretagne Pays-de-Loire le 6 janvier 1975 et les programmes régionaux passent de la deuxième à la troisième chaîne.
À partir du 5 septembre 1983, le programme régional est diffusé en soirée de 17h00 à 19h55 et la publicité à l'antenne régionale est autorisée par la Haute Autorité de la communication audiovisuelle en 1984. L'information régionale est diffusée tous les jours de 19h10 à 19h30 dans le cadre du 19/20 dès 1990.
À la suite de la création de France Télévision le 7 septembre 1992, FR3 Bretagne Pays-de-Loire devient France 3 Ouest.
Jusqu'en janvier 2010, France 3 Ouest est divisée en deux antennes régionales : France 3 Bretagne et France 3 Pays de la Loire.
La loi relative à la communication audiovisuelle et au nouveau service public de la télévisions (loi no 2009-258) publiée au Journal officiel le 5 mars 2009, donne un nouveau cadre juridique à France Télévisions qui devient une entreprise commune regroupant France 2, France 3, France 4, France 5 et RFO. Depuis le 4 janvier 2010, une nouvelle organisation de France 3 a été mise en place dans le cadre de l'entreprise unique. L'un des changements majeurs pour France 3 est la suppression de ses 13 directions régionales remplacées par quatre pôles de gouvernance (Nord-Est, Nord-Ouest, Sud Ouest et Sud-est) localisés dans quatre grandes villes de France, celui du Nord-Ouest ayant été attribué à Rennes. Les régions sont redécoupées en 24 antennes dites de proximité. Le bureau régional d'information de Nantes devient autonome et France 3 Ouest se scinde alors en deux antennes de proximité : France 3 Bretagne et France 3 Pays de la Loire.

## Identité visuelle
Le 29 janvier 2018, France 3 dévoile le nouveau logo pour la région et locale Bretagne, qui a été mise à l'antenne depuis le 29 janvier 2018.

### Identité visuelle (logo)

Logo de FR3 Bretagne Pays-de-Loire du 6 mai 1986 au 6 septembre 1992
Logo de France 3 Ouest du 7 septembre 1992 au 6 janvier 2002
Logo de France 3 Ouest du 7 janvier 2002 au 6 avril 2008
Logo de France 3 Ouest du 7 avril 2008 au 3 janvier 2010
Logo de France 3 Bretagne du 4 janvier 2010 au 28 janvier 2018
Logo de France 3 Bretagne depuis le 29 janvier 2018

### Slogan
- 1972-1975 :« Des programmes comme la troisième chaîne, ça ne s'échange pas »
- 1975-1986 :« FR3, la seule chaîne régionale »
- 1986-1987 :« FR3, c'est 3 fois mieux ! »
- 1987-1990 :« FR3, Le relief de la vie »
- 1990-1992 :« FR3, La télé pour de vrai »
- 1992-2001 :« France 3, la télé qui prend son temps »
- 2001-2010 : « De près, on se comprend mieux »
- 2010-Septembre 2018 :« France 3, avec vous, à chaque instant »
- Depuis Septembre 2018 :« Sur.3, vous êtes au bon endroit »

## Mission
La mission des antennes régionales de France 3 est de produire de l’information et des programmes de proximité sur tous les supports de diffusion.

## Organisation

### Dirigeants
Dirigeants de France 3 Bretagne :
- Directeur : Michel Dumoret
- Délégué à l'antenne et aux programmes : Sophie Guillin
- Administrateur de production : Clémence Labbey
- RRH : Marie Preschoux-Codet
- Responsable financier : Régis Turquety
- Chef de centre : François Gascoin
- Rédacteur en chef France 3 Bretagne : Christine Vilvoisin
- Responsable des émissions en langue bretonne : Maël Le Guennec
- Déléguée de la communication : Catherine Ribault-Masson[3]
- Responsable de la communication interne : Sylvie Marc-Mallet
- Rédacteur en chef chargé de la Coordination Numérique : Anthony Masteau

### Siège et bureaux
France 3 Bretagne : 9, avenue Janvier à Rennes
Édition locale
- France 3 Iroise (19/20) : rue Frédéric-Le-Guyader à Brest

Bureau d'information de proximité
Les bureaux de proximité ne disposent pas d'une édition propre d'un journal mais sont de bureaux de renseignements et de recherches. Ils se situent dans les plus grandes villes des départements.
- Côtes d'Armor : Carré Rosengart - Quai Armez - Port du Légué -à Saint-Brieuc
- Morbihan : 13, rue du sous-marin Vénus - Bâtiment A - Celtic Submarine 3 à Lorient
- Finistère-Sud : 24, rue du Frout à Quimper

## Émissions régionales

### Émissions de proximité
- Bali Breizh (Avenue de Bretagne) : magazine présenté par Goulwena an Henaff, Yann-Herle Gourves, Thelo Mell, Maël Le Guennec, Yowan Denez. (durée : 52 min). Émission en langue bretonne sous-titrée diffusée. Présentation de l'actualité, de la musique, de reportages, de documentaires et des interview[5].

- Documentaires : La France en vrai, série de documentaires sur des sujets qui touchent les régions[6].
- Littoral, le magazine des gens de mer, à l'antenne depuis septembre 1992[7] ; présenté par Marine Barnérias[8].

- Dimanche en politique[9].

- HD, l'heure du débat[10].

- Na Petra 'ta,' : magazine présenté par Erell et Tudu. Émission pour enfants en langue bretonne[11].

- Vous êtes formidables : magazine présentée par N'Fanteh : interview d'invités bretons[12].

### Éditions d'Informations de France 3 Bretagne
- JT 12/13 Bretagne : Journal régional du 12/13[13].

- Itinéraires Bretagne[14] : Page découverte diffusée du lundi au jeudi dans le 19/20 Bretagne[15].

- JT Local 19/20 Iroise[16].

### Anciennes émissions
- Bretagne Matin / 9 h 50 le matin[17]
- C'est mieux le matin[18].
- Red an amzer[19].
- Son da zont, émission musicale[20].
- Du mañ du se
- Chadenn ar vro
- Mouchig Dall

## Présentateurs et animateurs
En langue bretonne :
- Goulwena An Henaff
- Azenor Kallag
- Tangi Merien
- Maël Le Guennec
- Yann-Herlé Gourves
- Thelo Mell
- Yowan Denez
- Ronan Hirrien
- Mathieu Herry

 En français :
- Robin Durand
- Antonin Billet
- Stéphanie Labrousse
- Anthony Masteau
- Éric Pinault
- Valérie Chopin
- Adélaïde Castier
- Nathalie Rossignol
- Fabrice Leroy
- Laurence Postic
- N'Fanteh Minteh
- Isabelle Rettig
- Marine Barnérias

Anciens présentateurs et animateurs
- Fañch Broudig
- Corinne ar Mero
- Gurvan Musset
- Marie-Pierre Le Faucheur
- Maëtte Chantrel
- Pierre Dubois
- Philippe Tuffigo
- Christian Rolland
- Remi Derrien

## Diffusion

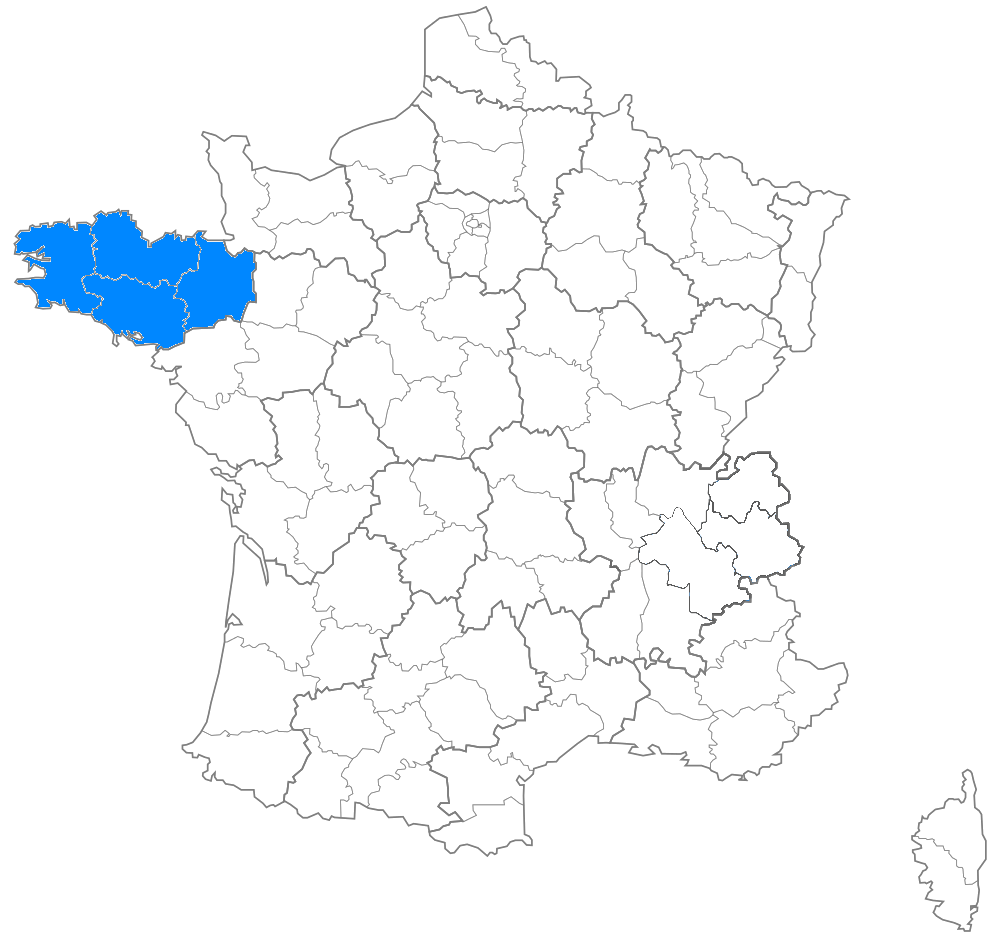
Zone d'émission TNT de France 3 Bretagne.

France 3 Bretagne a été diffusée sur le réseau terrestre analogique hertzien UHF SECAM pendant 46 ans. Depuis le 8 juin 2010, la chaîne n'est accessible que sur la TNT locale, sur les bouquets satellite Canalsat et Fransat, par câble sur Numericable et sur les bouquets ADSL.

## Slogans
- 1992-2001 : « France 3, la télé qui prend son temps »
- 2001-2010 : « France 3, de près, on se comprend mieux »[21]
- 2010-2011 : « France 3, avec vous, à chaque instant »
- 2011-2012 : « Entre nous, on se dit tout »
- 2012-2013 : « Vous êtes au bon endroit »
- 2013 : « Depuis 40 ans, vous êtes au bon endroit »
- Depuis novembre 2013 : « Nos régions nous inspirent, nos régions vous inspirent »

## Annexe